# O.J.: Made in America
O.J.: Made in America é um documentário norte-americano de 2016, produzido e dirigido por Ezra Edelman para a ESPN Films e sua série 30 por 30. Foi lançado como uma minissérie em cinco partes e em formato teatral. O.J.: Made in America estreou no Sundance Film Festival em 22 de janeiro de 2016 e foi lançado nos cinemas de Nova York e Los Angeles em maio de 2016. Estreou na ABC em 11 de junho de 2016 e foi ao ar na ESPN.
O documentário recebeu aclamação da crítica e ganhou o Oscar de Melhor Documentário na 89ª edição do Oscar. Foi o filme mais longo do catálogo 30 para 30 e o filme mais longo a receber uma indicação ao Oscar e vencer (superando Guerra e Paz). O documentário se tornou o último de seu tipo a ser indicado e ganhar um Oscar depois que uma nova regra da Academia impediu qualquer "série multi-parte ou limitada" de ser elegível para as categorias de documentário.  Edelman recebeu o Primetime Emmy Award de Melhor Direção de Programação de Não Ficção por seu trabalho neste projeto. A série também recebeu um prêmio Peabody por seu trabalho.

O documentário explora raça e celebridade através da vida de O. J. Simpson, desde sua emergente carreira no futebol americano na Universidade do Sul da Califórnia, e sua celebridade e popularidade dentro da cultura americana, até seu julgamento pelos assassinatos de Nicole Brown Simpson e Ronald Lyle Goldman, e subsequente absolvição, e como ele foi condenado e preso pelo roubo de Las Vegas 13 anos depois.